# Ruthie Bolton
Pour les articles homonymes, voir Bolton.
Alice Ruth Bolton, dite Ruthie Bolton, née le 25 mai 1967 à Lucedale dans le Mississippi (État), est une joueuse américaine de basket-ball. Elle a également été appelée Ruthie Bolton-Holifield durant son premier mariage. Bolton a joué en WNBA de 1997 jusqu'an 2004 pour les Monarchs de Sacramento. Elle a joué au niveau universitaire avec les Tigers de l'université d'Auburn, en équipe avec sa sœur aînée, Mae Ola Bolton. Elle a été intronisée au Women's Basketball Hall of Fame en 2011. Bolton a également servi comme premier lieutenant dans la réserve de l'armée américaine en tant qu'officier des transports. Bolton est Championne du monde 1998 et deux fois championne olympique en 1996 et en 2000

## Biographie

### Carrière professionnelle

#### Championnats du monde et Jeux olympiques
En 1994, Bolton a été sélectionnée dans l'équipe nationale qui a participé aux Championnats du monde à Sydney, en Australie. L'équipe était entraînée par Tara VanDerveer. L'équipe a remporté ses premiers matchs, puis s'est qualifiée pour les rondes de médailles et a affronté le Brésil. Malgré 17 points de Bolton-Holifield et 29 de Katrina McClain, les États-Unis ont perdu 110-107 lorsque le Brésil a réussi dix lancers francs sur dix dans la dernière minute. Les États-Unis ont ensuite battu l'Australie 100-95 pour remporter la médaille de bronze.
Bolton a continué avec l'équipe nationale aux Jeux olympiques de 1996 à Atlanta, en Géorgie. Bolton a été la meilleure marqueuse du match contre l'Ukraine, avec 21 points. Elle a aidé l'équipe à remporter les huit matchs pour remporter la médaille d'or pour l'équipe américaine. Bolton a obtenu une moyenne de 12,8 points par match et a mené l'équipe en interceptions avec 23.
L'équipe nationale s'est rendue à Berlin, en Allemagne, en juillet et août 1998 pour les Championnats du monde. L'équipe américaine a remporté un match d'ouverture serré contre le Japon 95-89, puis a remporté facilement ses six matchs suivants. Dans le match de demi-finale contre le Brésil, l'équipe américaine était menée jusqu'à dix points dans la première mi-temps. Bolton a marqué un panier à trois points dans la deuxième mi-temps pour donner l'avantage à son équipe, dans le cadre d'un effort de 16 points, et les États-Unis ont remporté la victoire 93-79. Le match pour la médaille d'or était une revanche contre la Russie. Dans le premier match, l'équipe américaine a dominé presque dès le début, mais dans le match revanche, l'équipe russe a pris l'avantage dès le début et a mené pendant une grande partie du match. À moins de deux minutes de la fin, les États-Unis étaient en retard de deux points lorsque Bolton a marqué un panier à trois points pour donner l'avantage aux États-Unis. La Russie a égalisé le match, mais Bolton a marqué un autre panier à trois points pour donner aux États-Unis une avance qu'ils n'ont pas abandonnée. Les États-Unis ont tenu bon pour remporter la médaille d'or 71-65.

#### Début de la WNBA
Elle fait partie des joueuses qui participent à la première édition de la Women's National Basketball Association (WNBA), Bolton est sélectionnée avec le 13e choix de l'allocation initiale des joueuses pour la draft WNBA 1997 par les Monarchs. Son premier match a lieu le 21 juin 1997 lors d'une victoire 73 à 61 contre les Utah Starzz où elle enregistre 16 points, 11 rebonds et 6 interceptions. Grâce à cette ligne de statistiques, Bolton enregistre le deuxième double-double de l'histoire de la WNBA. Le premier s'est produit plus tôt ce jour-là, le 21 juin, lors d'un match entre les Sparks de Los Angeles et le Liberty de New York, où Lisa Leslie enregistre 16 points et 14 rebonds.
De 1997 à 2004, elle évolue sous les couleurs des Monarchs de Sacramento. Durant sa carrière en WNBA, elle participe à deux WNBA All-Star Game, en 1999 et en 2001.

#### Sentiment de rejet de la part des Sacramento Monarchs
En 2005, elle n'est pas gardée dans l'effectif des Monarchs mais elle conserve des fonctions au sein du club en occupant un poste dans les relations publiques. En parallèle de celui-ci, elle occupe un poste d'entraîneur au sein de la William Jessup University.

## Vie personnelle et personnalité
Ruthie Bolton se marie d'abord, en 1991, avec Mark Holifield, mais elle se sépare de lui après avoir subi des violences conjugales et ils divorcent en 2002. Elle se remarie ensuite avec un ingénieur, Cesar Lara, avec lequel elle a un fils et une fille.

## Palmarès

### Sélection nationale
Jeux olympiques d'été
- Médaille d'or des Jeux olympiques de 2000 à Sydney,  Australie
- Médaille d'or des Jeux olympiques de 1996 à Atlanta,  États-Unis

## Distinctions personnelles
- Introduite dans la promotion 2011 du Women's Basketball Hall of Fame[5]
- Meilleur cinq de la WNBA (1997)